# Petros Mantalos
Petros Mantalos (grekiska: Πέτρος Μάνταλος), född 31 augusti 1991, är en grekisk professionell fotbollsspelare (mittfältare) som spelar för AEK Aten.